# Wiencke Island
Wiencke Island – wyspa archipelagu Palmera znajdująca się na zachód od wybrzeży Półwyspu Antarktycznego, oddzielona kanałem Neumayer od znacznie większej wyspy Antwerpii.
Wyspa ma 26 km długości i średnio 5,6 km szerokości; jej powierzchnia to ok. 67 km².
Wyspa po raz pierwszy została dostrzeżona przez podróżnika Edwarda Bransfielda w styczniu 1820 roku. W 1829 roku Henry Foster jako pierwszy okrążył wyspę. Pierwszym człowiekiem który na niej wylądował był Niemiec Eduard Dallmann, w 1873 roku. Wyspa swoją nazwę zawdzięcza belgijskiej ekspedycji naukowej pod przewodnictwem Adriena de Gerlache’a odbywającej się w latach 1897–1899. Nazwa została nadana na cześć Carla Augusta Wiencke, norweskiego marynarza który zginął podczas wyprawy.
Na tej zlodowaconej wyspie znajdują się trzy szczyty: Nemo Peak (864 m) w północno-zachodniej części wyspy, Nipple Peak (północno-wschodnia część) i Luigi Peak (1435 m, północno-zachodnia część wyspy). Na wysepce Goudier Island, znajdującej się w zatoce po zachodniej stronie Wiencke Island, znajduje się brytyjska stacja badawcza Damoy Point przekształcona w muzeum.